# بخش سوان (شهرستان وینتون، اوهایو)
بخش سوان (به انگلیسی: Swan Township) یک منطقهٔ مسکونی در ایالات متحده آمریکا است که در شهرستان وینتون، اوهایو واقع شده‌است.
 بخش سوان ۹۷٫۴ کیلومتر مربع مساحت و ۷۹۶ نفر جمعیت دارد و ۲۷۴ متر بالاتر از سطح دریا واقع شده‌است.